# Pasieka (Podlachie)
Pour les articles homonymes, voir Pasieka.
Pasieka est un village de Pologne, situé dans la gmina de Brańsk, dans le Powiat de Bielsk Podlaski, dans la voïvodie de Podlachie au nord-est de la Pologne.

## Source
- (en) Cet article est partiellement ou en totalité issu de l’article de Wikipédia en anglais intitulé « Pasieka, Podlaskie Voivodeship » (voir la liste des auteurs).